# リンクル・イン・タイム
『リンクル・イン・タイム』（原題：A Wrinkle in Time）は、マデレイン・レングルの1962年の同名小説を基に、エイヴァ・デュヴァーネイ監督、ジェニファー・リーとJeff Stockwellが脚本を担当した2018年製作のアメリカのサイエンス・ファンタジー・アドベンチャー映画。ウォルト・ディズニー・ピクチャーズとWhitaker Entertainmentが製作を担当した本作は、3人のアストラルトラベラーの助けを借りて、行方不明の父親を探す旅に出る少女の姿を描いている。本作には、オプラ・ウィンフリー、リース・ウィザースプーン、ミンディ・カリング、リーヴァイ・ミラー」、ストーム・リード」、ググ・バサ＝ロー、マイケル・ペーニャ、ザック・ガリフィアナキス、クリス・パインが出演している。
本作は、2003年のテレビ映画に続き、ディズニーによるレングルの小説の2度目の映画化作品である。2010年に企画し始め、2016年2月にデュヴァーネイが監督として契約することとなった。2016年11月2日にカリフォルニア州ロサンゼルスで主要撮影を開始し、撮影終了間際には制作拠点をニュージーランドに移しつつ、2017年2月25日には撮影を終了した。推定製作費1億300万ドルの本作は、黒人女性が監督を務めた初の1億ドル規模の製作費をかけた実写映画となった  。
製作とマーケティングにかけた総額は約2億5千万ドルだったが、この映画は興行的に大失敗し、最大で1億3,060万ドルの損失を出した  。映画の評価は賛否両論で、批評家は 「CGIを多用していることや、数多くのプロットホールがあること」を問題視していた。
日本では、2019年4月3日にDVDスルーとなった。

## あらすじ
13歳のメグ・マリーは、有名な天体物理学者である父アレックスの失踪から4年が経ち、いじめや軽い抑うつのために学校に馴染めずにいた。メグと才能豊かな弟チャールズ・ウォレスは、チャールズが噂話をする教師たちを叱ったことで校長に呼び出され、メグは彼女の隣人で長年のいじめっ子であるベロニカに報復する。メグと母のケイトは、チャールズにミセス・ワッツィットという変わった訪問者がいるのを発見する。ミセス・ワッツィットは、アレックスが研究していた宇宙旅行の方法であるテッセラクトが実在すると主張する。
メグとチャールズは、同級生のカルビン・オキーフと出会い、チャールズの友人で、有名な科学者や作家などの言葉を引用してしか話さない不思議な人物、ミセス・フーの家で合流する。Cカルビンはマリー家の人々と夕食を共にし、ケイトは世間から嘲笑されながらも研究に打ち込んだアレックスのことを思い出すのだった。裏庭では、ミセス・ウィッチとともにミセス・ワッツイットとミセス・フーが現れ、自分たちがアストラルトラベラーであることを明かす。彼女たちは、宇宙を移動してしまったアレックスを探すのを手伝いに来たと説明し、メグ、カルビン、チャールズを四次元立方体の中を通って遠い惑星ウリエルへと案内する。
アレックスがウリエルを訪ねてきたことを惑星の知覚力のある花が認め、ミセス・ワッツイットは空飛ぶ葉っぱのような生き物に変身して子供たちを空へと運ぶのだった。カルヴィンは、ミセス・ウィッチが「IT」と呼ばれる邪悪なエネルギーが存在するカマゾッツと同定した暗い惑星に気付き、危うく転落死しそうになる。彼らは惑星オリオンに瞬間移動し、ハッピー・ミディアムと呼ばれる予知能力者の助けを求める。ミセス・ウィッチは、ITが地球を含む宇宙全体にネガティブな影響を与えていることを明かす。例えば、チャールズのゴシップ好きな教師たちは校長の昇進に嫉妬し、ベロニカは体重や外見で自分を判断し、マリー家の親切な隣人はひどく自信のない10代の若者に襲われ、カルヴィンの父親は虐待的な完璧主義者である、といったことが影響によるものであった。
ハッピー・ミディアムはメグが自信喪失を克服するのを助け、一行は彼女の父親がウリエル、そしてイクシェルにテッセラクトしたが、カマゾッツに捕らえられたことを知る。ミセスたちは地球での再編成を主張するが、父を救いたいというメグの決意がテッセラクトを無効にし、意図せずにカマゾッツへと方向転換させてしまう。カマゾッツの悪は彼らの光よりも強いため、留まることができず、ミセスたちは出発する前に贈り物を授ける。Mrs.Whoはメグに本当の姿を見るための眼鏡を、Mrs.Whatsitはメグに自分の欠点を知るための知識を、そしてMrs.Whichは子供たちに決して離れないようにという命令を与える。
森が現れ、メグとカルビンはチャールズから引き離され、竜巻のような嵐に追われることになる。メグは嵐の力を利用して、スイングバイすることでカルビンと崖の上に到達し、そこでチャールズと再会する。彼らは、そっくりな家、そっくりな子ども、そっくりな母親がいる地域にいることに気づく。一人の女性が彼らを家に招き入れるが、メグはカルビンとチャールズに「誰も信用しないで」と言って断る。周りは混雑したビーチに変わり、レッドと名乗る男が現れ、アレックスは安全だと言って、食べ物を差し出してくる。チャールズが「砂の味がする」と言うと、レッド（実はITの操り人形であった）はITを介して彼に憑依する。
メグとカルビンはレッドとチャールズを人ごみの中で追うが、一見何もない球状の部屋に閉じ込められてしまう。チャールズがメグとカルビンを罵倒している間に、レッドは活動を停止してしまう。Mrs.Whoのメガネを使って、メグは父親が監禁されている別の部屋への見えない階段を見つける。涙の再会の後、二人はチャールズに引きずられて主人であるITに会いに行く。カルビンとメグがITの力に負けてしまうと、アレックスはテッセラクトを開いて2人を逃がす。チャールズを見捨てられないメグは、カマゾッツに戻って投影し、悪意に満ちたニューロンのような形をしたITと対峙する。
チャールズとITはメグを闇に屈服させようと、理想的な自分の姿でメグを脅すが、メグは自分の不完全さを受け入れ、弟への愛でチャールズを解放する。再び現れたミセスたちはメグとチャールズが「光の戦士」になったことを祝福し、メグは2人を家に連れて帰るのだった。アレックスは家族と再会し、カルヴィンは父親と対峙するために家に帰ることにする。メグはミセスたちに感謝しながら空を見上げる。

## キャスト
- ミセス・ウィッチ - オプラ・ウィンフリー：宇宙と同じくらい古いアストラルビーイング。
- ミセス・ワッツイット - リース・ウィザースプーン：好きな惑星がUrielであるアストラルビーイング。
- ミセス・フー - ミンディ・カリング：惑星Ixchelのアストラルビーイング。
- メグ・マリー（英語版） - ストーム・リード：ヴェロニカに長年いじめられているギフテッドの少女
  - 幼いメグ - Lyric Wilson
- カルビン・オキーフ（英語版） - リーヴァイ・ミラー（英語版）：メグのクラスメートであり友人
- チャールズ・ウォレス・マリー（英語版） - デリック・マッケイブ：メグの5～6歳の賢い養子の弟で、ITに催眠術をかけられてしまう。
- アレクサンダー・マリー博士 - クリス・パイン：メグとチャールズ・ウォレスの行方不明の父であり、ケイトの夫
- ケイト・マリー博士 - ググ・バサ＝ロー：メグとチャールズ・ウォレスの母親であり、アレックスの妻
- ハッピー・ミディアム - ザック・ガリフィアナキス：オリオン座の予知能力者
- レッド - マイケル・ペーニャ[16]：The ITの一形態
  - The IT - デヴィッド・オイェロウォ：レッドの邪悪な真の姿[16]
- ジェームズ・ジェンキンス - アンドレ・ホランド：メグ、カルビン、チャールズ・ウォレスの3人が通う学校の校長[16]
- ヴェロニカ・カイリー - ローワン・ブランチャード：失踪した父親を理由にメグをいじめていたが、後に過去の行動を後悔していじめをやめた生徒[16]
- カマゾッツの女性 - ベラミー・ヤング[16]：カマゾッツ地区の母親
- エレガントな男性 - コンラッド・ロバーツ（英語版）[16]：チャールズ・ウォレスの隣人で友人の長老
- 2人の名前のない教師 - ウィル・マコーマック（英語版）とイヴェット・ケイソン（英語版）[16]：ギフテッドの子どもたちに嫉妬するゴシップ好きの2人の教師
- ミスター・オキーフ - ダニエル・マクファーソン（英語版）[16]：カルビンの虐待的で愛情のない父親

## 製作

### 企画開発
2010年10月、ウォルト・ディズニー・ピクチャーズは、2003年にテレビ映画として制作されたことのあるマデレイン・レングルの1962年の小説『リンクル・イン・タイム』の映画化権を保持した。ティム・バートン監督の『アリス・イン・ワンダーランド』（2010年）の経済的成功を受けて、ディズニーは本作の脚本執筆にジェフ・ストックウェルを採用し、キャリー・グラナトと彼の新しいベッドロック・スタジオのために脚本を書かせた。グラナトは以前、ディズニーで『ナルニア国物語』や『テラビシアにかける橋』などの作品を手がけた経験があった。このプロジェクトの予算は3,500万ドルを予定していたが、同社はこれを、3,000万ドル以下で製作された『第9地区』や『テラビシアにかける橋』と比較した。
ただし、『A Wrinkle in Time』は、カリフォルニア州映画委員会の新しい税額控除プログラムに参加していたため、製作費がかなり相殺された。2014年8月5日、第1稿を書いたストックウェルの後任として、ジェニファー・リーが脚本家として起用されたことが発表された 。
2016年2月8日、エイヴァ・デュヴァーネイが本作の監督をオファーされたことが報じられ、同月末に監督することが決定した 。彼女は、製作算が1億ドル以上の実写映画を監督する初の非白人女性となった。この決定は、メディア業界でも好意的に受け止められた。オプラ・ウィンフリーは、デュヴァーネイ自身が映画業界における非白人の壁を破ったことから、この決定を喜んだ。「だから私は想像するのですが、世界中のどんな人種の褐色肌の女の子でも、あのスクリーンを見上げてストームを見ることは、大文字のA、大文字のW、E、いくつかの（some）、AWESOMEな経験だと思います。」
ケンブリッジ・デイ紙のアイリーン・モンローは、エヴァ・デュヴァーネイ監督を起用したことは、アフリカ系アメリカ人の少女たちが経験してきた苦悩を浮き彫りにしたという点で、素晴らしい選択だったと感想を述べている。

### キャスティング
2016年7月26日、Variety誌は、オプラ・ウィンフリーが、子どもたちの旅を導くセレスティアルビーイングである3人のミセス・Wのうち、一番古い存在であるミセス・ウィッチを演じるために、本作への参加の最終交渉を開始したと報じた。2016年9月7日、リース・ウィザースプーンとミンディ・カリングが本作への参加を交渉しており、ウィザースプーンはおしゃべりでおばあちゃんのような精霊であるミセス・ワッツイット役を、カリングは引用をすることで会話をするミセス・フー役を提示された。2016年9月13日、Storm Reidが、数年前に科学者の父が失踪したことでトラウマを抱えた少女メグ・マリーとして主役に起用された。
2016年10月には、メグの両親であるケイト・マリー博士とアレックス・マリー博士役にそれぞれググ・バサ＝ローとクリス・パインがキャスティングされた 。2016年11月1日、追加キャストとして、ハッピー・ミディアム役のザック・ガリフィアナキス、ジェンキンス校長役のアンドレ・ホランド、カルバン役のリーヴァイ・ミラー、チャールズ・ウォレス役のデリック・マッケイブに加え、ベラミー・ヤング、ローワン・ブランチャード、ウィル・マコーマックが発表された。その後、マイケル・ペーニャがレッド役でキャストに加わりました。本作のプロデューサーは、ジェームズ・ウィテカーとキャサリン・ハンドが務めた。

### 撮影
本作の主要撮影は、2016年11月2日にカリフォルニア州ロサンゼルスで開始された  。本作の撮影監督はトビアス・A・シュリッスラー、プロダクションデザイナーはナオミ・ショハン、衣装デザイナーはパコ・デルガド、そして本作の視覚効果スーパーバイザーはリッチ・マクブライドが務めた 。デュヴァーネイ監督は製作中、マクブライドに視覚効果のシーケンスについて、撮影中に変更したり新しいアイデアを取り入れることができるよう、可能な限り柔軟に対応するよう求めた。
『A Wrinkle in Time』の撮影は、2016年11月29日からカリフォルニア州ハンボルト郡のユーレカなど複数の場所で行われた。
ロサンゼルスでの撮影の後、製作は2週間ほどニュージーランドに移動した。2017年2月の最後の2週間、『A Wrinkle in Time』の撮影場所としてニュージーランドのセントラルオタゴが選ばれた。俳優とスタッフは、2週間にわたってニュージーランドに滞在し、ハウェア湖の近くにあるハンターバレー駅など、サザンアルプスでシーンを撮影し、キャストとスタッフはマオリの伝統的なポーフィリとカラキアでもてなしを受けた。ニュージーランドの南島での撮影は2週間で終了し、デュヴァーネイ監督はInstagramの投稿で、キャストとスタッフのニュージーランドへの愛を宣言した。

### 音楽
2017年9月28日、当初作曲・スコアリングを担当することが決まっていたジョニー・グリーンウッドに代わり、ラミン・ジャヴァディが本作の作曲家として発表された。2018年2月20日、サウンドトラックには、シャーデー、シーア、ケラーニ、クロイ＆ハリー、フリースタイル・フェローシップ、DJキャレド、デミ・ロヴァートが参加することが発表された。

## 公開
『A Wrinkle in Time』は、2018年2月26日にエル・キャピタン・シアターでプレミア上映され、2018年3月9日に劇場公開された 。これは、当初の公開日である2018年4月6日よりも1ヶ月前倒しでの公開であった。本作は2018年6月5日にウォルト・ディズニー・スタジオ・ホーム・エンターテイメントからUltra HD Blu-ray、ブルーレイディスク、DVDで発売された。アメリカ以外の他の地域では発売当初から提供されていたが、2020年3月25日に米国のDisney+でストリーミング配信が利用できるようになった。

## 批評

### 興行成績
『A Wrinkle in Time』は、米国とカナダで1億50万ドル、その他の地域で3,220万ドル、全世界で1億3,270万ドルの興行収入を記録した。一方で、製作費と広告費を合わせて2億5千万ドルが投じられていた。2018年5月のディズニーの第2四半期決算報告を受けて、Yahoo!ファイナンスは本作がスタジオに8,600万～1億8,600万ドルの損失を与えると推測し、2019年4月にはDeadline Hollywoodが、すべての経費と収入を合わせて考慮すると1億3,060万ドルの損失を出したと計算している。この映画の経済的失敗は、デュヴァーネイ監督が、アメリカ国内で少なくとも1億ドルを稼ぎ、1億ドル規模の損失を出した映画を監督した最初のアフリカ系アメリカ人女性になったということを意味した 。
米国とカナダでは、『A Wrinkle in Time』は、『ワイルド・ストーム』、『グリンゴ/最強の悪運男』、『ストレンジャーズ 地獄からの訪問者』と並んで公開され、オープニング週末には3,980館で3,000万ドルから3,800万ドルの興行収入が見込まれた。木曜夜のプレビュー上映での130万ドルを含め、初日の興行収入は1,020万ドルを稼ぎ出した。その後、初登場で3,330万ドルを記録し、ディズニーの『ブラックパンサー』（4週目の週末で4,110万ドル）に次ぐ2位となった。2週目の週末には1,660万ドルを稼ぎ、50％減の4位となった。公開15週目の6月15日、本作はその多くが『インクレディブル・ファミリー』との2本立て上映の1本として、合計285館での再上映作品という形で映画館の上映スケジュールに戻ってきた。結果として、興行収入は170万ドル（前週末比1,600％増）となり、全米興行収入は1億ドルに達した。
世界的には、米国と並行して6カ国で公開され、オープニング週末の興行収入は630万ドル、最大の市場であるロシアでは410万ドルを記録した。

### 批判的な反応
Rotten Tomatoesでは、336件のレビューから42％の支持を得ていて、平均評価は5.30/10となっている。同サイトの批評家の意見では、「『A Wrinkle in Time』は、視覚的に豪華で、寛大な気持ちになれ、時折とても感動的であるが、残念なことに、欠点に対して野心的な部分が多く、しばしば古典的な部分の合計よりも劣っている」と書かれている。Metacriticでは、52人の批評家による加重平均スコアが100点満点中53点となっており、"賛否両論 "の評価となっている。CinemaScoreの調査では、A+からFまでの評価で平均「B」を獲得し、PostTrakの調査では、映画ファンの全体的な評価は高評価75％、18歳以下の観客の平均評価は「A-」、評価は高評価89％であった。
TheWrapのAlonso Duraldeは、本作のビジュアルとパフォーマンスを高く評価し、「大胆な色、鮮やかな模様、元気いっぱいの子供たちであふれている。エヴァ・デュヴァーネイ監督の『A Wrinkle in Time』の新しい試みは、着地点には至らないものの、時空を超えて目を見張るものがある」と述べている。IndieWireのDavid Ehrlichは、本作に「C+」を与え、その野心を称賛し、「この映画は、感情的に規定しすぎて本当の力を発揮できないことや、想像力が高すぎて驚きの余地がないことは、ほとんど問題にならない。なぜなら、デュヴァーネイ監督は、自分が何者で、何をしているかということにおいて、スクリーン上のすべてのものが偽物であっても『A Wrinkle in Time』は自分自身に忠実であり続けているという信念を抱いているからである」と述べている。Critic's Choice AwardsのメンバーであるフリーライターのJamie Broadnaxは、本作を2回目に見た後も、映画全体に映し出されたビジュアルや様々なキャラクターの数々の演技を概念的に理解し、受け止めることができなかったとツイートしている。アメリカのインディペンデント映画製作者であるKat Candlerは、この映画は「次世代の戦士へのゴージャスなラブレター」であると述べている。ニューピッツバーグ・クーリエ紙のMercedes Howzeは、ビジュアルは並外れており、「若い黒人女性であることがどのように見えるかを変えるために、無垢な心に永続的な印象を与え続けている」と述べた。
UproxxのVince Manciniは本作に否定的な評価を下し、「...どちらかというと、『リンクル』の問題点は、デュヴァーネイ監督の個人的なタッチを感じることができないことだ。実際のところ、ブラッド・バード監督が2015年に製作した大規模予算で同じようにスマートなディズニー映画『トゥモローランド』に似ていると感じている。どちらも、あまりにも広く普遍的であろうとするあまり、人間的なものから切り離されているように感じられる。しかし、いくらみんなに子供のように考えろと言っても、普遍性はそうはいかないのです」と述べている。 CinemaBlendの元エンタテインメント・ジャーナリスト、Conner Schwerdtfegerは、この映画は「すべてがうまくいかず、不調に終わった」と述べているが、一見撮影不可能なものを撮影しようとしたデュヴァーネイ監督の試みは称賛に値すると評価している。Sean Mulvihillは、「Living Luminaries: On the Serious Business of Happiness」の中で、この映画には流れがなく、いくつかの瞬間が「生き生きと」しているものの、映画そのものを救うことはできなかったと述べている。The Hollywood Reporter誌のトッド・マッカーシーは、この映画は「観客を魅了することも、和らげることもできなかった」と感じた。news.com.auの映画・テレビ評論家であるWenlei Maは、映画の中盤以降、観客は「メグ以外の登場人物に関心が持てなくなり」、後半は「引きずる」ようになったと述べている。マハトマ・ガンジーやネルソン・マンデラの言葉を引用した子供たちへのメッセージに親が価値を見出すかどうかは別として、彼女はこの映画を「失望」と一言で評価した。

### 称賛
| 賞                             | 式典開催日     | 部門                         | 候補                     | 結果       | Ref.                          |
| ------------------------------ | -------------- | ---------------------------- | ------------------------ | ---------- | ----------------------------- |
| ティーン・チョイス・アワード   | 2018年8月12日  | チョイスファンタジー映画     | A Wrinkle in Time        | ノミネート | style="text-align:center;" \| |
| ティーン・チョイス・アワード   | 2018年8月12日  | チョイスファンタジー映画女優 | ミンディ・カリング       | ノミネート | style="text-align:center;" \| |
| ティーン・チョイス・アワード   | 2018年8月12日  | チョイスファンタジー映画女優 | ストームリード           | ノミネート | style="text-align:center;" \| |
| ティーン・チョイス・アワード   | 2018年8月12日  | チョイスファンタジー映画女優 | オプラ・ウィンフリー     | ノミネート | style="text-align:center;" \| |
| ティーン・チョイス・アワード   | 2018年8月12日  | チョイスファンタジー映画女優 | リース・ウィザースプーン | ノミネート | style="text-align:center;" \| |
| ピープルズ・チョイス・アワード | 2018年11月11日 | 2018年の家族向け映画         | A Wrinkle in Time        | ノミネート | [ 65 ]                        |
| セントルイス映画批評家賞       | 2018年12月16日 | 2018年の最悪の映画           | A Wrinkle in Time        | 受賞       | [ 66 ]                        |

## 参照
- 映画におけるアフロフューチャリズム
- 黒人映画
- 2010年代の黒人映画のリスト